# Danio margaritatus
Danio margaritatus és una espècie de peix cipriniforme de la família dels ciprínids. Descobert el 2006, va aparèixer ràpidament en el món dels aquaris, on la seua petita grandària i els seus colors brillants el van convertir en un èxit instantani.

## Descripció
És una espècie de petites dimensions que arriba a fer una longitud màxima de 2 cm. Les femelles tenen el ventre més arrodonit (especialment en l'època de fresa) que els mascles i solen ser més grans, encara que menys acolorides que aquests en l'edat adulta. Això últim és el que permet diferenciar més fàcilment els dos sexes, ja que la femella, a diferència del mascle, té l'aleta anal transparent.

## Distribució geogràfica
És originari del llac Inle a Myanmar.

## Comportament i hàbitat
Viu en petits estanys d'aigua dolça creats per filtracions d'aigües subterrànies o desbordament dels petits rierols i fonts. L'aigua sol estar a 22-24 °C de temperatura i amb un pH situat entre 6,5 i 7,5.
És una espècie molt pacífica, activa i una mica espantadissa, que viu en mola, tot i que els mascles poden ser una mica territorials entre ells.
És un peix omnívor que accepta gran varietat d'aliments.

## Reproducció
El seu comportament alhora de fresar té importants conseqüències per a la cria en captivitat (mirar més avall). Sembla que estigui adaptat a un medi efímer. No té una temporada biològica de cría, ni les femelles fresen contínuament. Més aviat, es produeixen petites quantitats de prop de 30 ous per cada episodi de fresa. El temps que passa entre cada posta es desconeix en l'actualitat. Els ous no estan escampats lliurement en l'aigua, però tampoc es dipositen a sobre d'una superfície preparada, sinó que, segons sembla, s'amaguen dins la densa vegetació.
A 24-25 °C, les cries es desclouen després de 3-4 dies. Són fosques i passen fàcilment desapercebudes a l'inici i durant uns tres dies després de l'eclosió, s'amaguen entre el substrat i els detritus i són molt difícils de veure. Posteriorment es van tornant de color més clar i comencen a nedar lliurement i s'alimenten per si soles. Al cap d'unes 8-10 setmanes després de l'eclosió, passen per una metamorfosi cap a la forma adulta, i el patró de color comença a aparèixer des de la setmana 12 en endavant.

## En l'aquari
Per aquests peixos és millor un aquari específic que un comunitari. Degut a la seva mida reduïda poden ser atacats, perseguits i inclús engolits per altres habitants. Els seus millors companys solen ser les gambes per aquaris d'aigua dolça. Per tenir un cardumen d'aquesta espècie serà prou amb disposar d'un aquari amb capacitat de 20 a 30 litres que tingui plantes abundants perquè, de tant en tant, puguin refugiar-se. Com a mínim s'haurà de mantenir un grup d'almenys 6 exemplars, encara que el recomanable seria d'uns 10 cap endavant.
Els paràmetres de l'aigua han de ser els següents:
pH: 6,5 - 7,0 (aigua d'àcida a neutre); KH: 2º - 3º; GH: 4º - 5º; NO3: 0 - 10 mg/l; NO2: 0 mg/l; NO4+: 0 mg/l.
El més probable és que els peixos que es comprin en els comerços hagin estat criats en captivitat, per tant, els paràmetres no tenen per què ser excessivament estrictes.

## Galeria

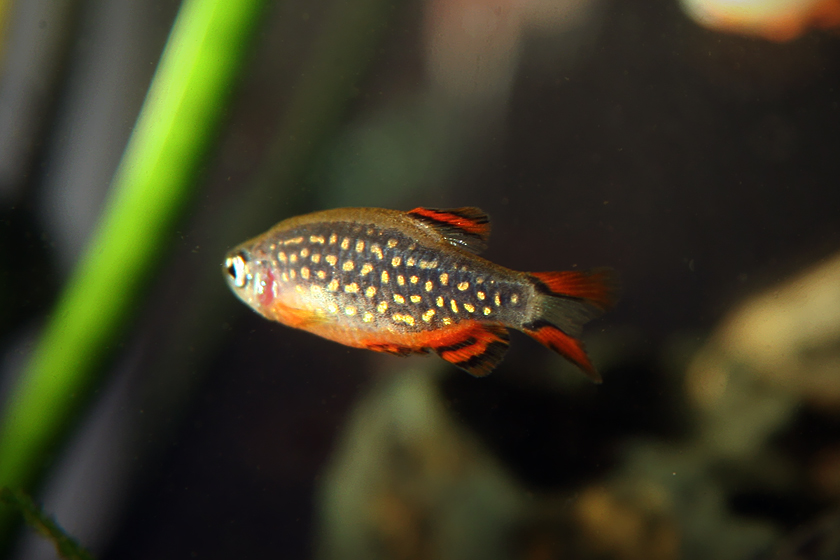
Mascle amb l'aleta anal a ratlles
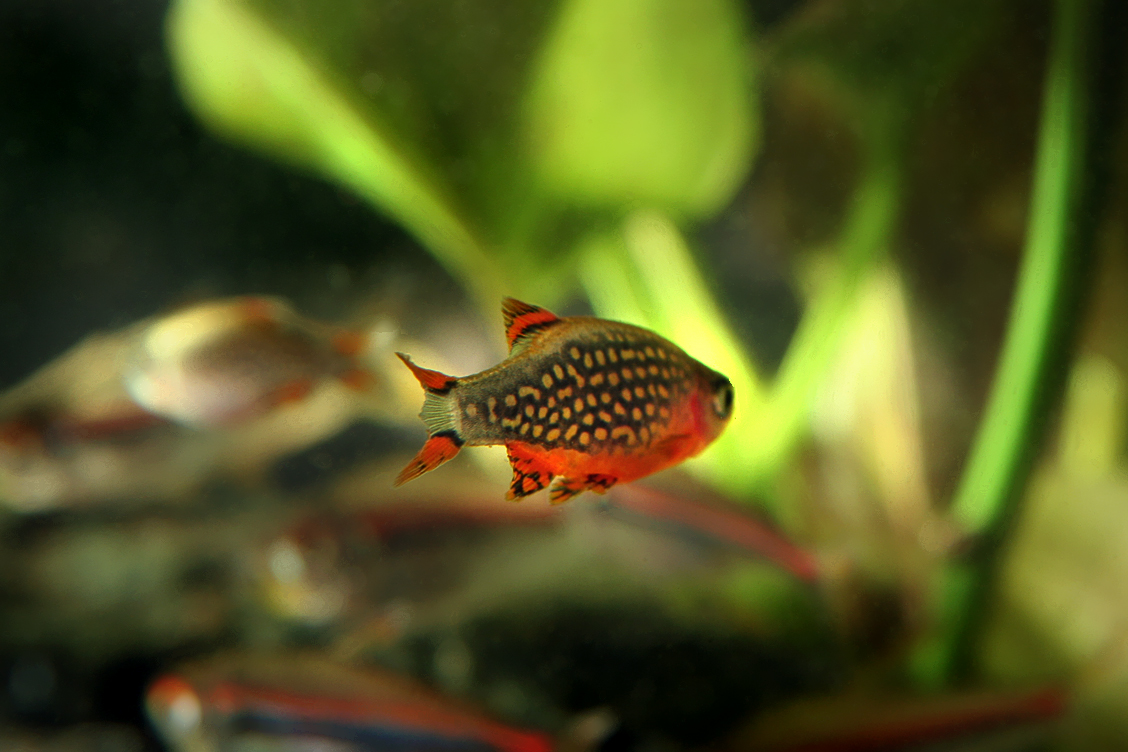
Variant tacada de l'aleta anal en un mascle
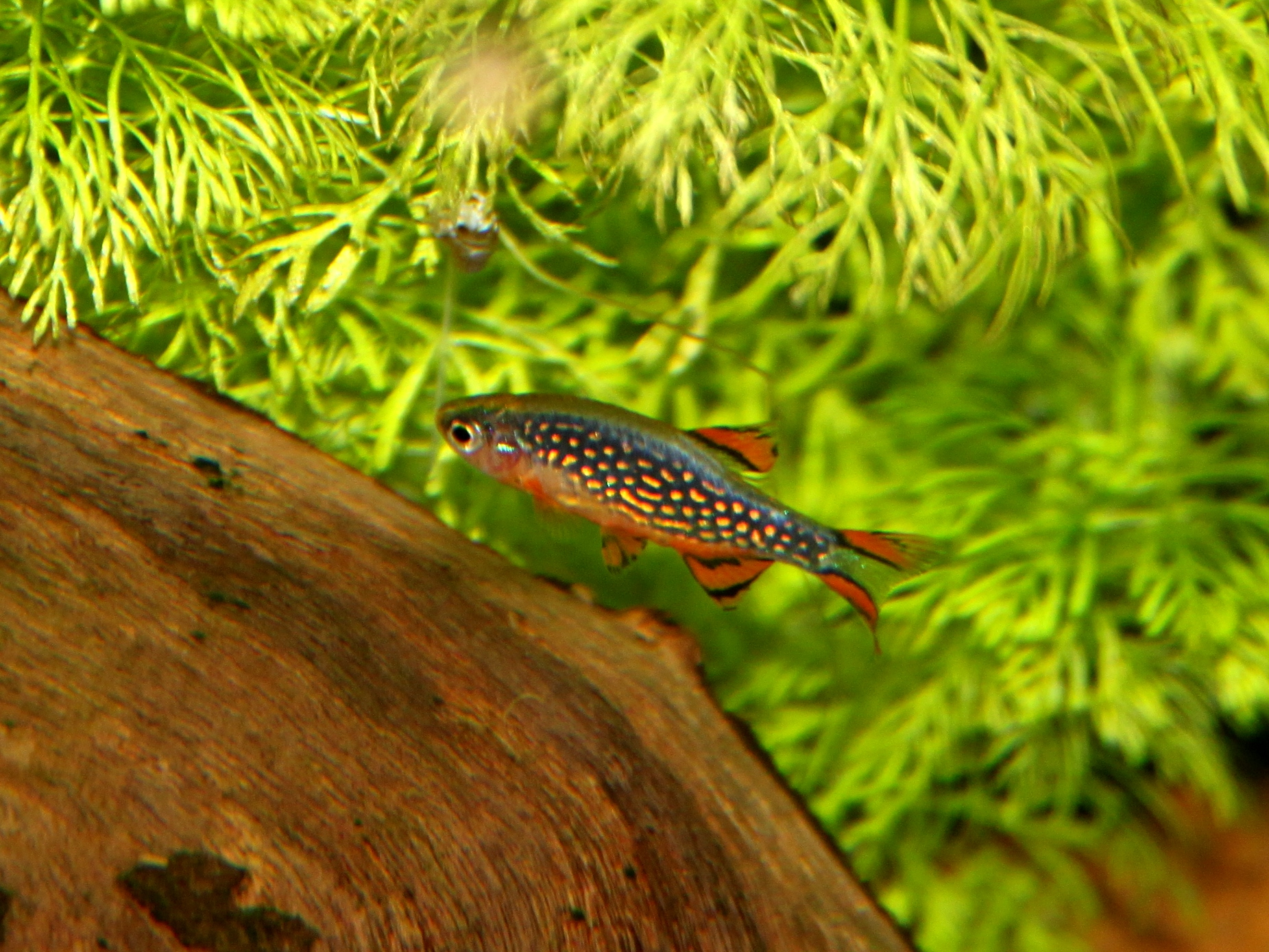
D. margaritatus mascle
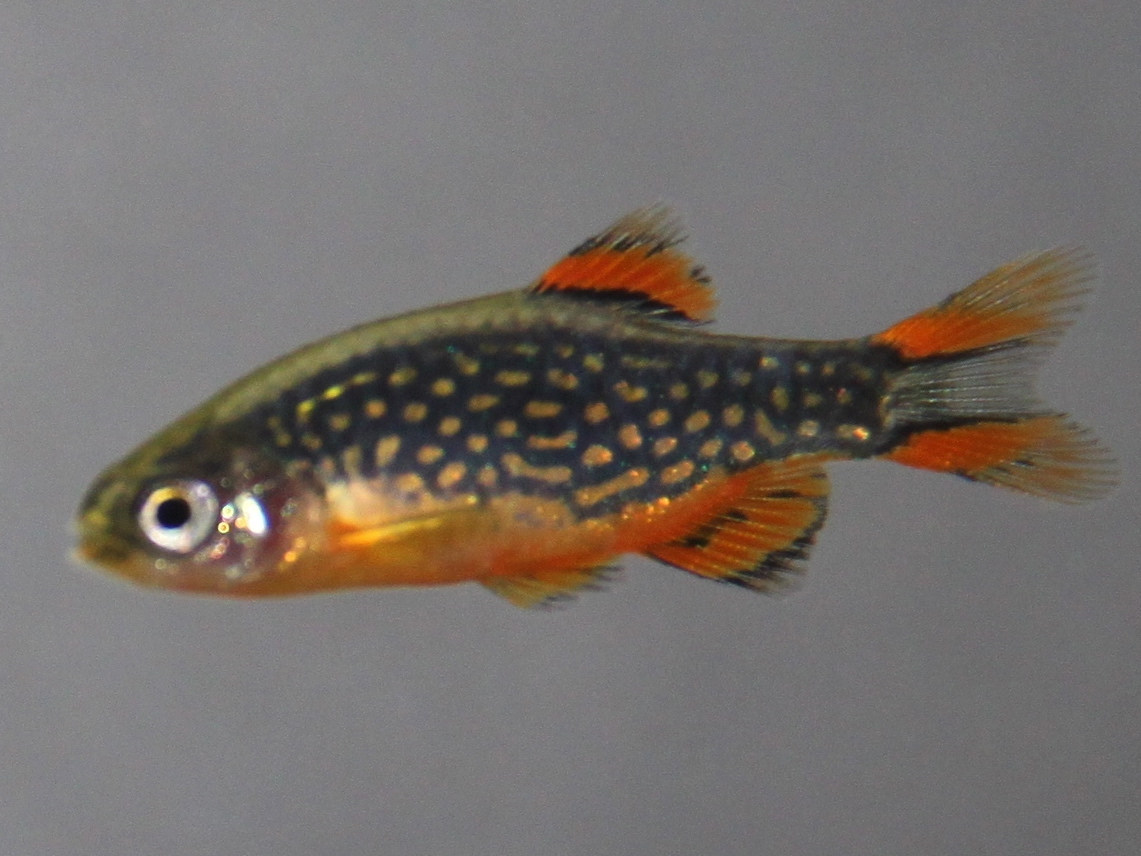
D. margaritatus mascle